# Дагана (дзонгхаг)
Дагана (дзонґ-ке དར་དཀར་ན་རྫོང་ཁག་, Вайлі Dar-dkar-na rdzong-khag) — дзонгхаг у Бутані, відноситься до Центрального дзонгдею. Адміністративний центр — Дагана.
На південному сході дзонгхага вздовж кордону з Індією розташована західна частина заказника Пхібсу, який охоплює частини гевогів Деоралі, Лхамоізінгкха та Нічула. На території заказника немає мешканців.

## Адміністративний поділ

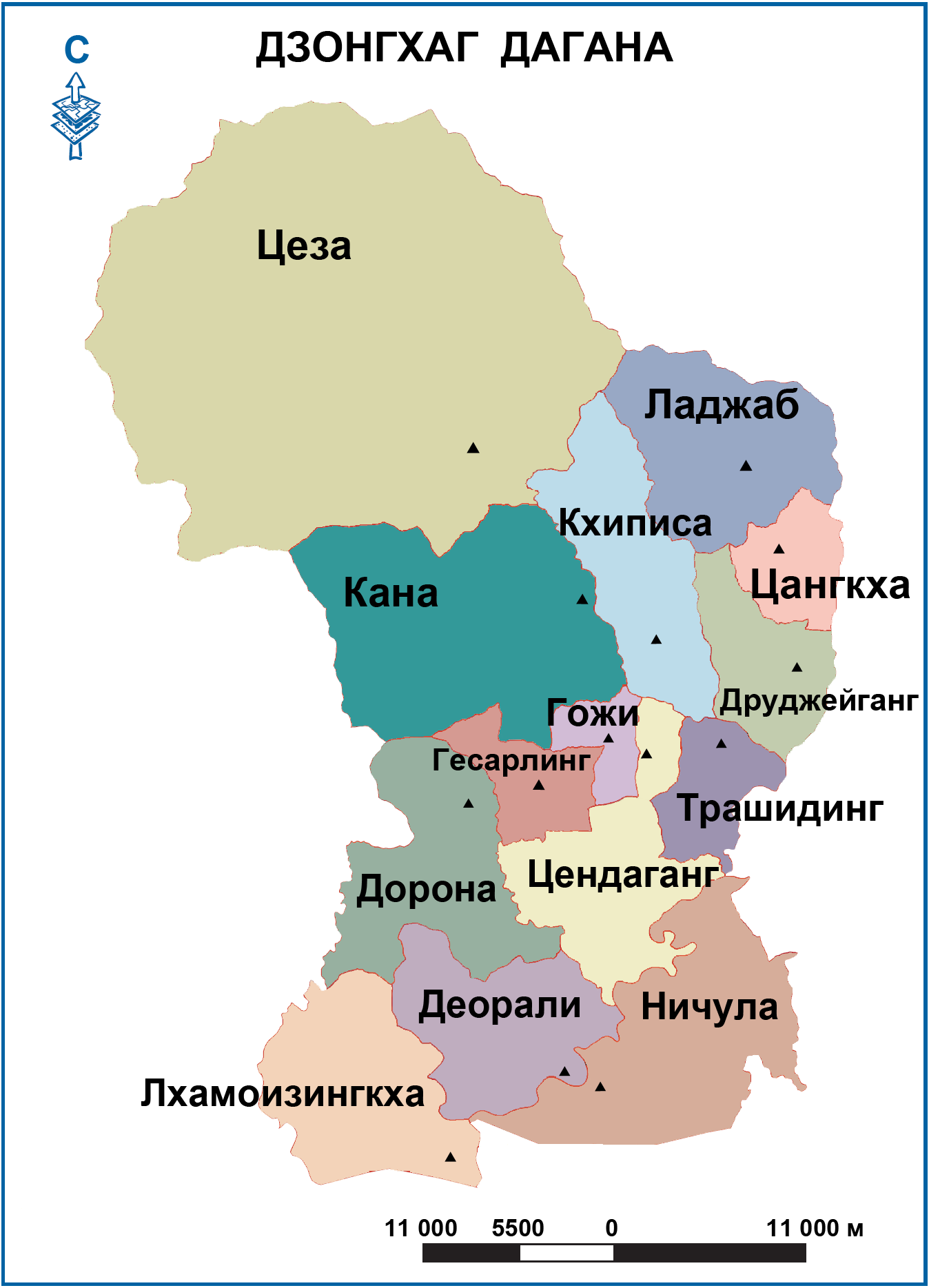
Гевоги дзонгхага Дагана

До складу дзонгхага входять 14 гевогів:
| - Гесарлінг - Гожі - Деоралі - Дорона - Друджейганг - Кана - Кхіпіса | - Ладжаб - Лхамоізінгкха - Нічула - Трашідінг - Цангкха - Цеза - Цендаганг |